# Herbertson Glacier
Herbertson Glacier är en glaciär i Antarktis. Den ligger i Östantarktis. Nya Zeeland gör anspråk på området. Herbertson Glacier ligger 179 meter över havet.
Terrängen runt Herbertson Glacier är varierad. Havet är nära Herbertson Glacier åt nordväst.  Trakten är obefolkad. Det finns inga samhällen i närheten. 